# Henry Sylvester Williams
Henry Sylvester Williams (Arouca, 15 febbraio 1869 – 26 marzo 1911) è stato un avvocato, attivista e scrittore trinidadiano, noto soprattutto per essere stato fra i padri del movimento panafricano.

## Biografia
Williams nacque ad Arouca (Trinidad) ma fin da giovane trascorse gran parte del proprio tempo all'estero, tra l'altro negli Stati Uniti, in Canada, in Sudafrica e in Gran Bretagna. In Gran Bretagna, nel 1897, Williams fondò la Pan African Association, una associazione che si proponeva di rappresentare gli interessi di tutti coloro che avevano discendenza africana. Con lo stesso scopo Williams organizzò all'inizio del XX secolo le prime conferenze panafricane. L'attività di Williams fu dunque fondante del movimento panafricano; lo stesso W. E. B. Du Bois, considerato il padre del panafricanismo moderno, fu fortemente influenzato dal pensiero di Williams, e partecipò alla prima conferenza panafricana del 1900.